# آرثر يونغ (لاعب كرة قدم)
آرثر يونغ (بالإنجليزية: Arthur Young)‏ (14 أكتوبر 1901 بدارجلينغ في الهند - 26 فبراير 1933 ببريلي في الهند) هو لاعب اتحاد الرغبي ولاعب كرة قدم بريطاني (وحمل سابقاً جنسية المملكة المتحدة لبريطانيا العظمى وأيرلندا) في مركز سكروم وسط ‏. شارك مع منتخب إنجلترا الوطني لإتحاد الرغبي وبريتش أند أيرش ليونز ‏. أما مع النوادي، فقد لعب مع Blackheath F.C. ‏ والنادي البربري ‏.

## وصلات خارجية
- آرثر يونغ عل موقع إسبنسكروم (الإنجليزية)